# Lobotomia
Lobotomia (do grego λοβός [cérebro] e τομή [cortar]), ou também leucotomia, é uma intervenção cirúrgica no cérebro em que são seccionadas as vias que ligam os lobos frontais ao tálamo e outras vias frontais associadas. Foi utilizada no passado em casos graves de esquizofrenia.

## História

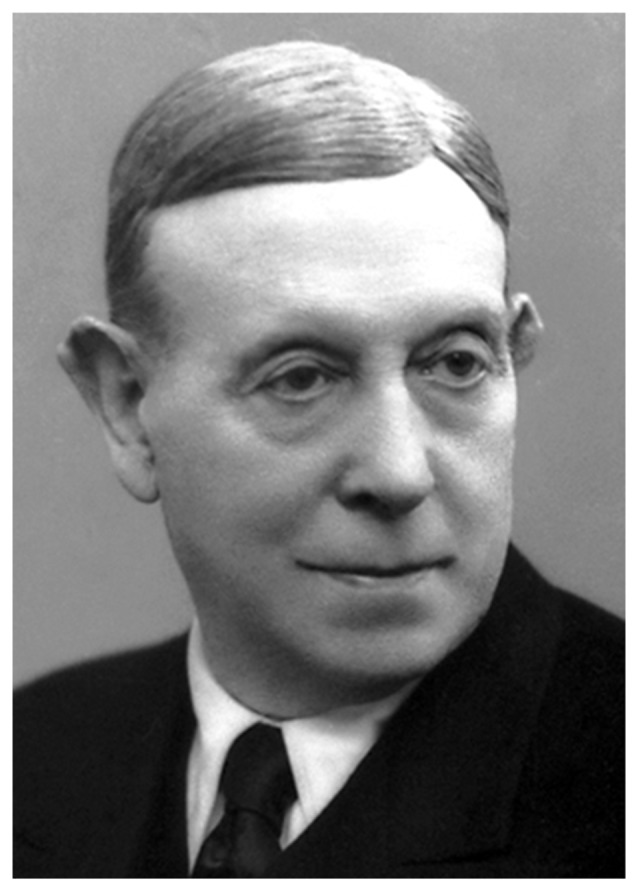
O neurologista português Egas Moniz

Foi desenvolvida em 1935 pelo médico neurologista português António Egas Moniz (1874-1955), em equipe com o cirurgião Almeida Lima, na Universidade de Lisboa. Egas Moniz veio a receber com este trabalho o Nobel de Fisiologia ou Medicina de 1949.
A leucotomia foi a primeira técnica de psicocirurgia, ou seja, a utilização de manipulações orgânicas do cérebro para curar ou melhorar sintomas de uma patologia psiquiátrica (em contrapartida à neurocirurgia que se ocupa de doentes com patologia orgânica direta ou neurológica).
Inicialmente foi usada para tratar depressão severa. Egas Moniz sempre defendeu o seu uso apenas em casos graves em que houvesse riscos de violência ou suicídio. No entanto apesar de cerca de 6% dos pacientes não sobreviverem à operação, e de vários outros ficarem com alterações da personalidade muito severas, foi praticada com entusiasmo excessivo em muitos países, nomeadamente o Japão e os Estados Unidos. Neste último país foi popularizada pelo cirurgião Walter Freeman, que divulgou a técnica por todo o seu país, percorrendo-o no seu Lobotomobile, e criando inclusivamente uma variante em que espetava um picador de gelo diretamente no crânio do doente, desde um ponto logo acima do canal lacrimal com a ajuda de um martelo, rodando-se posteriormente para destruir as vias aí localizadas. Supostamente a atratividade deste procedimento seria o seu baixo custo e o desejo social de silenciar doentes psiquiátricos incómodos. Lobotomia ganhou tal popularidade que foi inclusivamente praticada em crianças com mau comportamento. Cerca de 50.000 doentes foram vitimados só nos Estados Unidos. Graças a estes abusos, bem como a irreversibilidade dos seus resultados, a leucotomia foi abandonada quando surgiram os primeiros fármacos antipsicóticos. A partir dos anos 50 a leucotomia foi banida da maior parte dos países onde era praticada. A sua aplicação em grande escala é hoje considerada como um dos episódios mais bárbaros da história da psiquiatria, sendo comum a sua comparação com a técnica da flebotomia (ou sangria) na história da medicina interna.
Hoje em dia, um pequeno número de países ainda realiza procedimentos cirúrgicos semelhantes, porém dentro de indicações muito restritas.

## A lobotomia hoje
Hoje em dia a lobotomia tal como exemplificada por Egas Moniz já não é praticada devido aos efeitos secundários severos. No entanto ainda hoje se praticam raramente técnicas diretamente descendentes da lobotomia original, mas com inflicção de lesões seletivas em regiões bem delimitadas. Os efeitos secundários destas técnicas são bem mais incomuns, mas devido à irreversibilidade do tratamento e às mudanças na personalidade do doente inevitáveis, elas são utilizadas apenas em última instância caso todos os outros tratamentos possíveis tenham-se revelado ineficazes. É assim praticada em alguns casos de dor crônica intratável (tratamento paliativo), neurose obsessiva, ansiedade crônica ou depressão profunda prolongada.[carece de fontes?]

## Pessoas famosas que foram lobotomizadas
- Josef Hassid: Violinista polonês prodígio e esquizofrênico, faleceu aos 26 anos de idade.
- Rosemary Kennedy: Irmã de John F. Kennedy passou por uma lobotomia em 1941, aos 23 anos, que a deixou permanentemente incapacitada;[3]
- Rose Williams: Irmã mais velha do dramaturgo Tennessee Williams recebeu uma lobotomia que a deixou incapacitada pelo resto de sua vida; o acontecimento serviu de inspiração para alguns trabalhos do irmão.[4]
- Howard Dully: Escreveu um livro com suas memórias quando descobriu que tinha sido lobotomizado em 1960, aos 12 anos.[5]
- Sigrid Hjertén: Pintora sueca que morreu após uma lobotomia, em 1948.